# 石湖墟賽馬會診所
石湖墟賽馬會診所（英語：Shek Wu Hui Jockey Club Clinic）是香港新界一所公立診所，位於香港新界北區上水石湖墟馬會道108至130號，為醫院管理局及衞生署轄下的診所，於1950年代由香港賽馬會興建。除普通科門診外，診所附設長者健康中心、上水胸肺科診所、美沙酮診所及學生健康服務中心。診所已於2024年12月16日遷往北區社區健康中心大樓，位於香港新界北區上水衛和街3號。